# São Sebastião (Loulé)
São Sebastião is een Portugese plaats (freguesia) in de gemeente Loulé, en telt 6734 inwoners (2001).
Almancil · Alte · Ameixial · Benafim · Boliqueime · Quarteira · Querença · Salir · São Clemente · São Sebastião · Tôr